# Kington Langley
Kington Langley è un villaggio e una parrocchia civile che si trova a circa 2 miglia a nord di Chippenham  nella contea del Wiltshire nel Sud Ovest dell'Inghilterra, Regno Unito. 

## Geografia

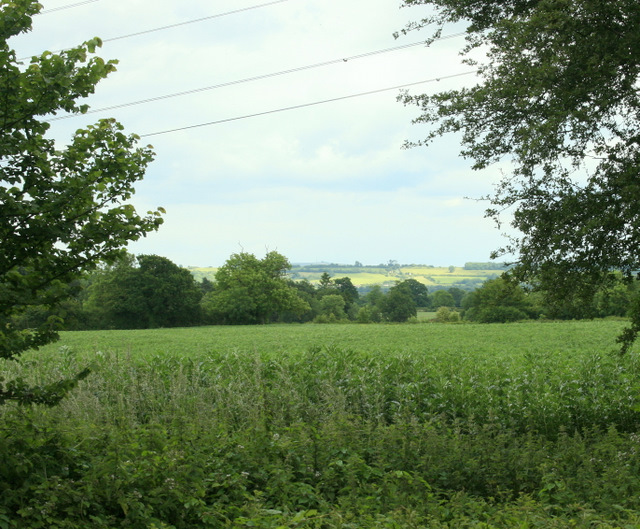
Territorio di Kington Langley

Il territorio della parrocchia civile di Kington Langley occupa una superficie di 0.6267 km² con un livello medio sul mare di circa 101 metri. Il villaggio è situato su un'altura a due miglia a nord di Chippenham e a est di Malmesbury. È separato da Kington St Michael dalla strada principale che collega Chippenham a Malmesbury. Dal punto di vista geologico il terreno risale principalmente al Giurassico e al Cretaceo. Sorge su una falda freatica elevata e il terreno è composto da sabbia con un sottosuolo di argilla di Oxford.

## Storia
La parrocchia di Kington Langley è di creazione relativamente recente, essendo stata costituita da una parte della parrocchia civile di Kington St Michael nel 1865. Fu chiamata Kington Langley per distinguerla da un altro villaggio, quello di Langley Burrell. Il villaggio originale era conosciuto come Langley Fitzurze in epoca medievale, sebbene siano state utilizzate nel corse dei secoli altre grafie come "Langeleghe, nel XI secolo, Langley Fearne nel XVI secolo e Langley Fernhill nel secolo successivo.  Storicamente, nel 940 d.C., trenta famiglie furono assegnate all'ufficiale reale Wilfric. Kington indica che si trattava di un'antica proprietà della corona. Langley, come si chiamava allora, indicava che era controllata dall'abbazia di Glastonbury. Si dice che in epoca sassone a Langley si sia combattuta una battaglia su Fitzurse Hill. Il Domesday Book riporta che Kington Langley e Kington St Michael possedevano 10 acri di prato, 10 di pascolo e un bosco lungo 1,5 miglia e largo 0,5 miglia. Al momento della dissoluzione una vasta parte di Langley, chiamata The Heath, non era recintata. Era di proprietà comune agli affittuari dell'abbazia e al proprietario di Fitzurse Farm. Negli anni venti del XX secolo, il signorotto morì e l'intera tenuta fu venduta. Molte case furono messe in vendita. Un cottage con il tetto di paglia fu venduto a 90 sterline. Nel 1960 il territorio era prevalentemente adibito a pascolo e non vi erano vaste aree boschive. Nel villaggio non vi era alcuna attività industriale sebbene si dicesse che in passato le case fossero state occupate da tessitori.

### Storia della comunità religiosa
Kington Langley rimase senza chiesa per molti anni. Un tempo nel villaggio sorgeva una cappella di agio che però venne trasformata in cottage nel 1670. Il cottage di San Pietro è quello che probabilmente un tempo era la navata e si trova appena sotto la sala comunale. Sotto l'antica cappella c'era una cantina che sembrava una piccola cripta, con la porta della scala era murata. La campana della cappella fu trasferita a Fitzurse Farm. Non fu mai la chiesa parrocchiale, ma servì gli abitanti della parte di Kington chiamata Langley quando le due parrocchie erano un'unica comunità religiosa. Dal 1670 i parrocchiani dovevano percorrere 2,4 chilometri fino a Kington St Michael per andare alla chiesa locale. Il sentiero che passa davanti alla scuola e a Fitzurse House si chiama Church Path. La nuova chiesa di San Pietro fu costruita più avanti lungo la strada nel 1856 dal signor Miller di Seagry. Una cappella metodista primitiva fu eretta in Silver Street nel 1844 e ricostruita nel 1848. Era un piccolo edificio in pietra con un tetto a padiglione ricoperto di ardesia. L'attuale cappella dell'Unione a Middle Common fu costruita nel 1835 in pietra squadrata con rivestimenti in pietra bugnata e tetto in ardesia. 

## Monumenti e luoghi d'interesse
Il principale materiale da costruzione utilizzato era la pietra locale per i muri e l'ardesia per i tetti. Gli edifici di classe superiore erano rivestiti in bugnato. Tra gli edifici di un certo interesse vi sono Ashe's Lane, case dell'inizio del XIX secolo, una delle quali su un nucleo più antico. Church Lane, Una casa del XVI secolo, ricostruita nel 1750 con un tetto in ardesia a finta pietra e una pianta a L. Altri edifici risalgono alla fine del XVIII secolo. Day's Lane, The Hit or Miss Inn, risale al XVII secolo, ma venne ampliato nel XIX secolo. Il pub era originariamente adiacente e il pub recdente era un'abitazione privata. Ci sono anche cottage di fine XVIII secolo e inizio XIX secolo, una fattoria e un fienile di fine XVIII secolo, ma con un nucleo precedente del XVII secolo. Quest'ultimo presenta un tetto a padiglione in stile Bridgewater e una falda centrale. L'interno del piano terra comprende un camino ad arco Tudor con modanature in pietra, del XVII secolo. Lower Common, The Manor House, fu costruita intorno al 1700, ma ampliata successivamente tra la fine del XVIII secolo e l'inizio del XIX secolo. Presenta rivestimenti in bugnato e un tetto a padiglione. Originariamente era intonacata e aveva cinque campate. Era di proprietà della famiglia Coleman della Great House.
Middle Common, Ivy House, che ha un seminterrato e uno zoccolo rialzato in pietra. C'è un cancello sul lato nord. È stato restaurato nel 1970. Sul lato nord, di fronte alla scuola, si trovano i ceppi del villaggio e una casa chiamata Stocks Cottage. C'è anche uno Stocks Corner nelle vicinanze. La fattoria Fitzurse era un edificio importante nel XIX secolo. Nel XVII secolo era una prestigiosa residenza signorile con una grande sala e un fossato, Parte del fossato era ancora visibile negli anni trenta. A quell'epoca, un fienile medievale sorgeva ancora sul sito, nel terreno precedentemente utilizzato come segheria. Si dice che Reginald Fitzurze sia stato uno degli assassini di Tommaso Becket a Canterbury nel 1170. Fitzurze costruì una chiesa su un terreno di sua proprietà vicino a Cleeve, nel Somerset, come penitenza, e fu uno dei fondatori dell'abbazia di Cleeve, nella quale venne anche sepolto. Nel 1859 la casa fu chiamata "Pitt's Hurst", sebbene il villaggio a quel tempo fosse conosciuto come "Fitzhurse". Fu ristrutturata nel 1938. Dietro la casa si trovavano l'ufficio postale e la fucina. Quasi di fronte a Fitzurze House si trova uno dei cottage più antichi del villaggio, un tempo un pub chiamato "Jolly Butcher's Tavern" o "Velvet Tavern". La sala comunale fu costruita nel 1926 e fu rilevata dal Consiglio Parrocchiale nel 1936. Parker's Lane ha due cottage con un nucleo centrale del XVII secolo, con struttura in legno e tetto di paglia, e una casa del XVIII secolo con un tetto a padiglione in tegole Bridgewater. Plough Lane - Il Plough Inn ha origini della fine del XVII secolo, ma è per lo più del XVIII secolo, ed è stato ampliato all'inizio del XIX secolo. Ci sono rivestimenti in bugnato e camini in mattoni rossi. L'insegna originale aveva delle parole dipinte sotto l'immagine dell'aratro. Si dice che Oliver Cromwell abbia dormito a The Plough durante il suo viaggio per attaccare Malmesbury. Una fattoria di fine XVIII secolo e inizio XIX secolo chiamata "The Ridge" apparteneva alla famiglia Meredith Brown alla fine del XIX secolo. È menzionata nel diario di Francis Kilvert. Negli anni trenta esisteva ancora un casello autostradale all'angolo accanto al Plough Inn e un palo di cancello accanto a Lipgate Farm. Il nome deriva dal termine "Lypgate" o cancello "a salto". Una mappa sassone del 940 ne indica il confine. In un angolo vicino alla cima di Plough Hill si trovava "Chapel Field", un tempo cimitero del villaggio. Lì sorgeva una cappella, costruita da Walter Coleman, ma non ne è rimasto nulla. Oltre Plough Hill si trova Morrell Lane, un tempo chiamata Mar Hill. All'inizio di Morwell Lane sorgeva un accampamento di zingari. Negli anni trenta l'accampamento era meno frequentato.
Upper Common ospita una casa di inizio XIX secolo, ristrutturata intorno al 1900, intonacata sulla facciata. Potrebbe avere una pietra datata 1695. La casa "Greystones" risale alla fine del XVIII secolo, con decorazioni in bugnato. La casa era la canonica alla fine del XIX secolo. Ci sono anche cottage risalenti al XVII e XVIII secolo, alcuni con il tetto di paglia e altri con i tetti in tegole Bridgewater, e una fattoria del XVII secolo, ristrutturata e ampliata alla fine del XVIII secolo. Originariamente era intonacata a calce e presenta decorazioni in bugnato.

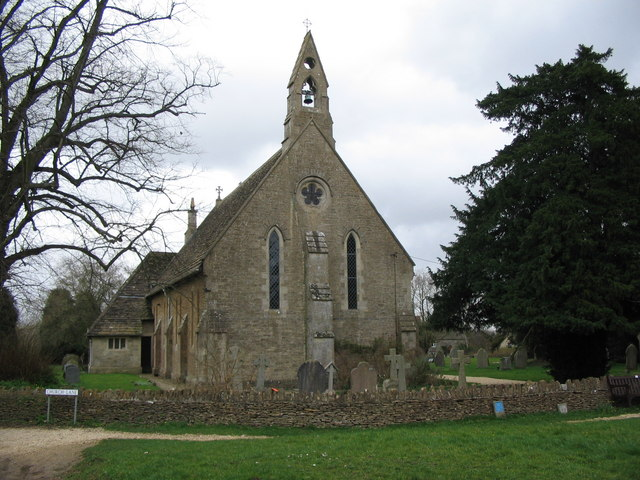
Chiesa di San Pietro

Nel territorio di Kington Langley i principali luoghi degni di interesse sono la chiesa e la Great House
- Chiesa di San Pietro (in inglese St Peter's Church). Fu progettata in stile inglese antico in pietra squadrata con rivestimenti in pietra bugnata. Il tetto è in pietra e ardesia, i timpani sono a corona e un sul tetto c'è campanile a vela a due falde in pietra bugnata all'estremità occidentale. Sono presenti finestre a sesto acuto, contrafforti bassi e un portico in legno con rivestimento in pietra e ardesia. L'interno comprende un soffitto a quattro campate del 1906, una finestra a est del 1861 e una finestra a sud del 1906. Il suo primo vicario fu il reverendo John Jeremiah Daniells. Per la sua costruzione E.J. Clutterbuck di Hardenhuish Park aprì una lista di sottoscrizioni con una donazione di 100 sterline per raccogliere fondi. Altri donatori furono il signor Coleman, che fornì il terreno e 50 sterline, il signor Neeld, che donò 200 sterline e altri cittadini e associazioni. Il terreno fu consacrato nel 1855 e la nuova chiesa di San Pietro fu costruita nel 1856, più avanti lungo la strada rispetto all'originale. L'architetto fu Gabriel di Londra e Calne. La chiesa è composta da un presbiterio, una navata, una sala dell'organo, una sagrestia, un portico meridionale e una piccola torretta occidentale con una campana. Vi è una finestra orientale dai colori vivaci del 1861 e una finestra meridionale della navata del 1906. Fu costruita in pietra locale di Kingston, così come il pulpito e il fonte battesimale. Ai lati dell'arco del presbiterio si trovano due teste scolpite. La chiesa rimase classificata come cappella di agio fino al 1865 circa, quando ottenne la licenza e divenne chiesa parrocchiale con un titolare. Dal 1865 in poi vi si potevano celebrare matrimoni. La targa della chiesa risale al 1855. Vi sono un calice e una patena d'argento. Nel 1924 fu acquistata una nuova patena per adattarla al calice più grande. La Communicant's Guild era gestita dai bambini dai 12 anni in su che avevano ricevuto la cresima. Si riunivano a scuola per i giochi il martedì sera. D'estate si tenevano giochi all'aperto presso il campo del vicariato. Nel 1937 si tennero riunioni invernali nella sala comunale e, dagli anni cinquanta la gilda ebbe anche una propria sezione teatrale e concertistica, un club ciclistico e una squadra di calcio. I registri parrocchiali, oltre a quelli in uso, partono dal 1855 (battesimi e sepolture) e dal 1865 (matrimoni) e sono conservati presso il Wiltshire & Swindon History Centre di Chippenham. I registri precedenti si trovano nei registri parrocchiali di Kington St Michael. La chiesa anglicana appartiene alla diocesi di Bristol e dal 29 febbraio 1988 è considerata un monumento classificato di secondo grado per il suo particolare interesse storico e architettonico.[6][7][8]
- The Great House. Casa che risale alla fine del XVII secolo, ampliata nel 1910. Edificata in pietrame con tetti in ardesia e alte colonne in pietra. Si alza su due piani con mansarda, e ha una corte. La facciata occidentale ha un aspetto formale con nove finestre, con conci a filo, due gocciolatoi, parapetto e tetto a padiglione con colmo a sinistra. Le finestre sono a croce in pietra con modanature ovali e vetri piombati. La porta centrale con cornice a modanature a bolentino e pregevole ghiera a conchiglia su mensole a volute. La porta è una copia del 1910 circa della porta originale sul lato sud.[9]

## Società

### Tradizioni e folclore
Il villaggio aveva diverse associazioni e negli anni sessanta c'era anche una squadra di calcio locale, fondata molti anni prima. La Wiltshire Working Men's Conservative Benefit Society esisteva almeno dagli anni trenta. Gli uomini pagavano una quota associativa che avrebbe poi garantito loro un aiuto economico in caso di disoccupazione o incapacità lavorativa. Il coro della cappella si riuniva a metà del XIX secolo la domenica in casa di un frequentatore della cappella, il cottage di fronte alla cappella, vicino all'angolo di Stock. Avevano anche una banda e usavano strumenti a fiato come flauti e viole. Prendevano il tè al cottage e poi andavano a piedi a partecipare alla cappella. Quando faceva buio, gli adulti andavano davanti con le candele di sego. La festa del villaggio si teneva la domenica nell'ottava di San Pietro, a giugno. Nel XVII secolo era "una delle feste più importanti a livello locale. I festeggiamenti si svolgevano intorno alla Locanda del Plough. Con il passare degli anni, senza una chiesa nel villaggio, il villaggio divenne meno importante. Nel 1822 la festa provocò una rivolta tra gli abitanti del posto e un gruppo di giovani di Chippenham. Il 7 settembre 1822 vari uomini di Langley si recarono a Chippenham con dei manganelli. Incitarono la gente a uscire e a combattere e attaccarono chiunque incontrassero. La polizia si unì agli uomini di Chippenham per respingerli. Due agenti rimasero feriti e uno morì. Trentuno uomini, donne e bambini rimasero feriti. I principali responsabili fuggirono dal paese e altri sfuggirono al processo dopo una lunga reclusione nella prigione di Salisbury.
La Festa del Raccolto si teneva ogni anno. Nel 1863 vi parteciparono 54 persone e  servirono roast beef, montone bollito con patate, rape e pastinache. La seconda sera il dolce sembrò scarso, dato che erano presenti 68 persone. La Scuola Domenicale organizzava una gita estiva e nel 1958 si recava a Cheddar e Weston. Si tenevano anche feste, con barbecue, gare di birilli e balli sul prato. La Chiesa organizzava partite di whist e serate di gilda per raccogliere fondi per beneficenza. L'Unione delle Madri fu fondata nel 1906 e invitò vari oratori ospiti. Organizzavano anche gite, come quella a Windsor e Runnymede nel 1958. La rivista parrocchiale fu avviata prima del 1915.

## Geografia antropica
La parrocchia civile comprende una sola Frazione, quella di Bowldown.

## Economia
Nel 1875 le principali occupazioni a Kington Langley riguardavano agricoltori, negozianti, fornai e maltatori, fabbri, macellai, rivenditori di birra e carradori. Nel 1901 c'erano stuccatori, falegnami, muratori, agricoltori, un domatore e commerciante di cavalli, un'azienda di trasporti. Nel 1920 c'erano anche un medico e un chirurgo, l'ufficiale sanitario medico per la zona di Chippenham, un falegname, un fornaio e un rivenditore di birra, un fiorista e vivaista, un commerciante di legname, una lavanderia e sarta, un fabbro, un commerciante di stivali e scarpe, un negoziante. Nel 1939 non era cambiato molto, a parte l'aggiunta di un banditore e la scomparsa del medico. Gli omnibus collegavano quotidianamente il villaggio con Chippenham, Swindon e Malmesbury. Negli anni cinquanta i Parnell's Stores erano commercianti di generi alimentari e generi di prima necessità e servivano la comunità da molti anni, fin dal 1899. Negli anni cinquanta i fratelli Pearce erano appaltatori edili, attivi almeno dal 1935. Una fabbrica vicino al ponte di Malmesbury fu acquistata nel 1833 da Simon Uncles Salter e Isaac Salter di Kington Langley, commercianti di tessuti. In quell'anno si parla per la prima volta di una macchina a vapore e potrebbero benissimo essere stata loro ad installarla. Nel 1838 e nel 1848 furono descritti come commercianti di tessuti e di lana e l'attività sopravvisse in qualche modo fino al 1852, quando entrambi morirono.